# Pete Halat
Peter J. Halat Jr. (nacido el 27 de julio de 1942): Es un político y abogado estadounidense que se desempeñó como duodécimo alcalde de Biloxi, Misisipi, y luego fue acusado de su participación en una conspiración criminal que condujo a los asesinatos de 1987. del ex socio legal de Halat, el juez de Misisipi Vincent Sherry, y de la esposa de Sherry, Margaret, una concejal de la ciudad de Biloxi.  Fue declarado culpable y condenado a 18 años de prisión, de los cuales cumplió 15 años.
Halat fue elegido alcalde en 1989 y perdió la reelección en 1993. Sherry fue nombrado juez de circuito estatal en 1986. La investigación del FBI finalmente puso fin a la larga tolerancia de la ciudad hacia los juegos de azar ilegales y abiertos y los clubes de striptease con bebidas a precios exorbitantes, cuya compra servía como fachada para la prostitución.

## Historia
Pete Halat y Vincent Sherry se convirtieron en socios legales en 1981. Sherry fue nombrado juez de circuito en 1986.

### Asesinatos de LaMafia Dixie
A través de su asociación con Mike Gillich, una figura destacada del hampa de Biloxi, Halat se convirtió en el abogado de Kirksey Nix, un criminal de la Mafia Dixie que cumplía cadena perpetua en la Penitenciaría Estatal de Luisiana por el asesinato en 1971 del tendero de Nueva Orleans Frank J. Corso. Habiendo agotado sus apelaciones, el único camino de Nix hacia la libertad era el indulto del gobernador de Luisiana . Con la esperanza de ganar suficiente dinero para comprar un perdón ilícito, Nix estaba ejecutando una estafa de citas desde dentro de la prisión dirigida a hombres homosexuales. Mediante anuncios y cartas personales, Nix se hacía pasar por un hombre soltero gay y atraía a las víctimas a entablar una relación, frecuentemente enviándoles fotografías sexualmente explícitas recortadas de revistas. Luego inventaba historias ficticias sobre la necesidad de dinero, como tener problemas con la ley y tener que pagar elevados gastos legales o necesitar dinero adicional para mudarse con una víctima. La operación fue dirigida desde la celda de la prisión de Nix en Luisiana y, después de que Vincent Sherry dejó el bufete de abogados para convertirse en juez, por la novia de Nix, Sheri LaRa Sharpe, en el despacho de abogados Halat and Sherry.
El cómplice de Nix, Halat, le había robado cientos de miles de dólares para cubrir dificultades financieras y culpó de la pérdida del dinero a Vincent Sherry. Kirksey Nix creyó en el reclamo de Halat y ordenó la muerte del juez Sherry y su esposa. Thomas Holcomb fue contratado por Nix para asesinar a la pareja en su casa.

### Condena
El 23 de octubre de 1996, Halat fue acusado de cargos federales relacionados con su participación en los asesinatos de Vincent y Margaret Sherry en 1987. En ese momento, el FBI creía que los dos fueron asesinados por orden de Halat después de que pensó que el juez Sherry estaba robando de una cuenta bancaria que Halat tenía para un cliente encarcelado, que contenía fondos de la estafa de citas  los "Corazones Solitarios" de Kirksey Nix dirigida a hombres homosexuales. Sin embargo, más tarde resultaría que Vincent Sherry nunca había robado dinero de la estafa de citas de Kirksey Nix y que, de hecho, fue el propio Pete Halat quien había robado más de 100.000 dólares estadounidenses de la estafa de los corazones solitarios. Cuando Nix se enfureció al darse cuenta de la cantidad de dinero faltante y organizó que Pete Halat lo visitara en prisión y le exigió una explicación, Halat rápidamente culpó al juez Sherry por el robo de los fondos ilícitos y los dos acordaron silenciosamente que el juez Sherry y su esposa asesinada. Poco después, Kirksey Nix ordenó la muerte de Vincent y Margaret Sherry por el presunto robo de su dinero, y el líder de la Mafia Dixie en las calles, Mike Gillich, contrató a un sicario de Texas llamado Thomas Holcomb para cometer los dos asesinatos. Thomas Leslie Holcomb recibió la pistola con un silenciador casero que usó en los asesinatos de manos de la novia de Kirksey Nix, Sheri LaRa Sharpe, quien a su vez había recibido el arma de un ejecutor de la mafia Dixie llamado John Ransom, quien le dijo que le diera el arma a Holcomb por el golpe al Sr. y la Sra. Sherry.
Posteriormente, Halat fue declarado culpable en 1997 de conspiración para cometer extorsión, obstrucción de la justicia, conspiración para obstruir la justicia y conspiración para cometer fraude electrónico y fue sentenciado a cumplir 18 años de prisión.

### Liberación
Halat fue liberado en 2013 después de 15 años, 9 meses y 7 días de cárcel a la edad de 70 años. Luego trabajó en una iglesia en Hattiesburg el resto del año. Halat aún sostiene que no tuvo participación en el complot de asesinato.

## Co-conspiradores
Kirksey McCord Nix Jr. (nacido en 1943) cumple cadena perpetua en la Institución Correccional Federal de El Reno, Oklahoma. Mike Gillich murió de cáncer en 2012. Thomas Leslie Holcomb, un asesino a sueldo radicado en Texas, fue declarado culpable de llevar a cabo los asesinatos y murió en prisión en 2005.
John Ransom y Sheri LaRa Sharpe fueron condenados en 1991 por cargos federales de conspiración relacionados con los dos asesinatos. Ransom era el sicario de la Mafia Dixie que suministró el arma utilizada en los asesinatos de Vincent y Margaret Sherry. Sharpe era la novia de Kirksey Nix que trabajaba como asistente legal y lo ayudó a ejecutar su estafa de citas de los corazones solitarios mientras estaba en prisión. La estafa implicó colocar anuncios fraudulentos en la revista nacional LGBT estadounidense 'The Advocate' haciéndose pasar por jóvenes homosexuales solteros con problemas legales que necesitaban dinero.

## Representaciones de los medios
Un episodio de 1999 del programa televisivo  The FBI Files (los Archivos del FBI) detalla la investigación del FBI de la Mafia Dixie, Pete Halat y Kirksey Nix y su estafa de Los Corazones Solitarios. También apareció en el programa de Televisión Power, Privilege, and Justice de Dominick Dunne el 31 de enero de 2007. También apareció en la temporada 1, episodio 5 de Unusual Suspects.